# Salima
Salima   este un oraș  în  Malawi. Este reședința  districtului  Salima.